# P. Girod
P. Girod (primeiro nome desconhecido, nascida no fim do século XIX) foi uma tenista francesa.